# Lamorteau
Lamorteau is een dorp in de Belgische provincie Luxemburg en een deelgemeente van Rouvroy in arrondissement Virton.
Het dorp ligt in het dal van de Ton op 800 meter van de grens met Frankrijk bij Écouviez.

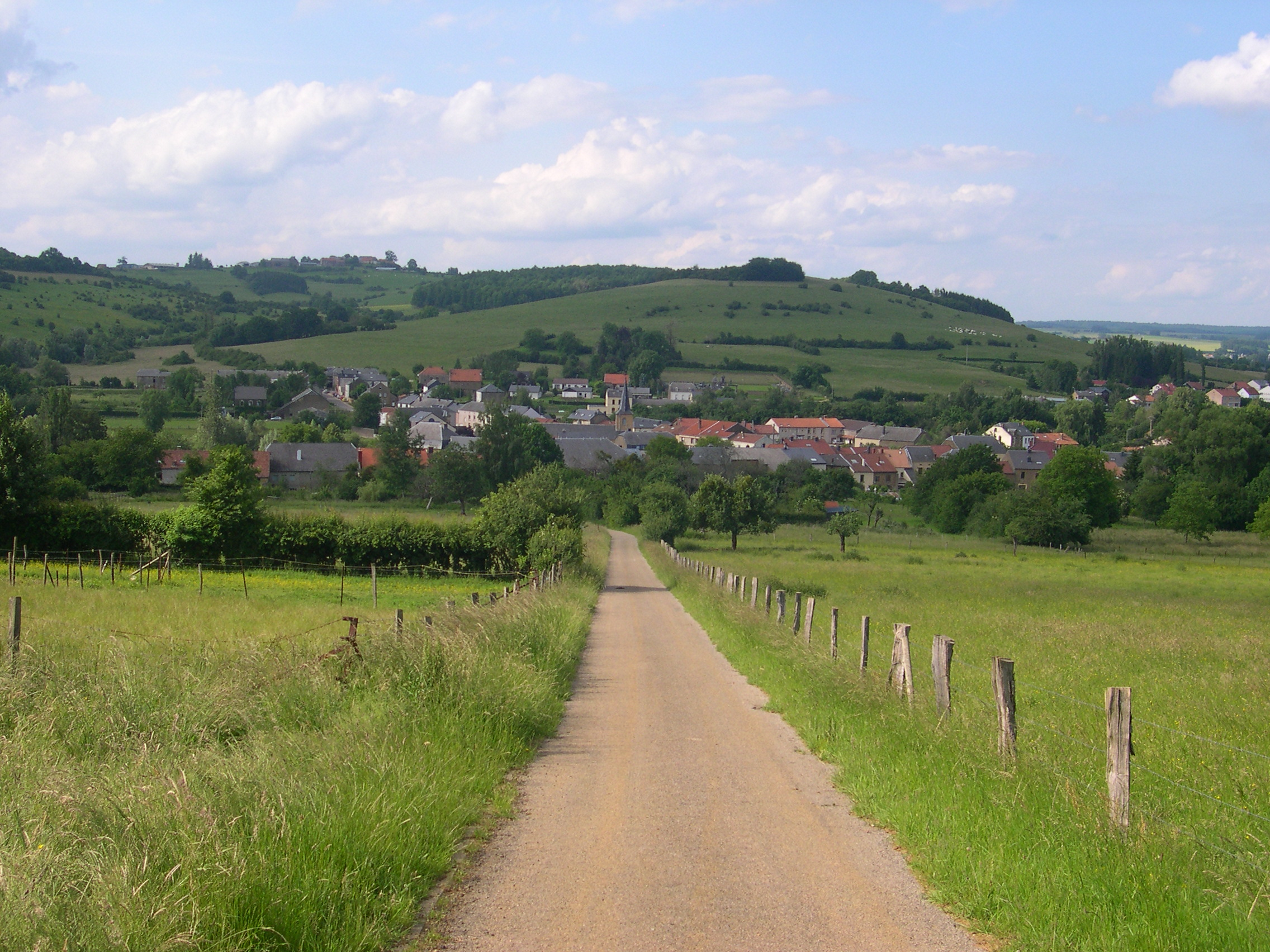
Uitzicht over Lamorteau.

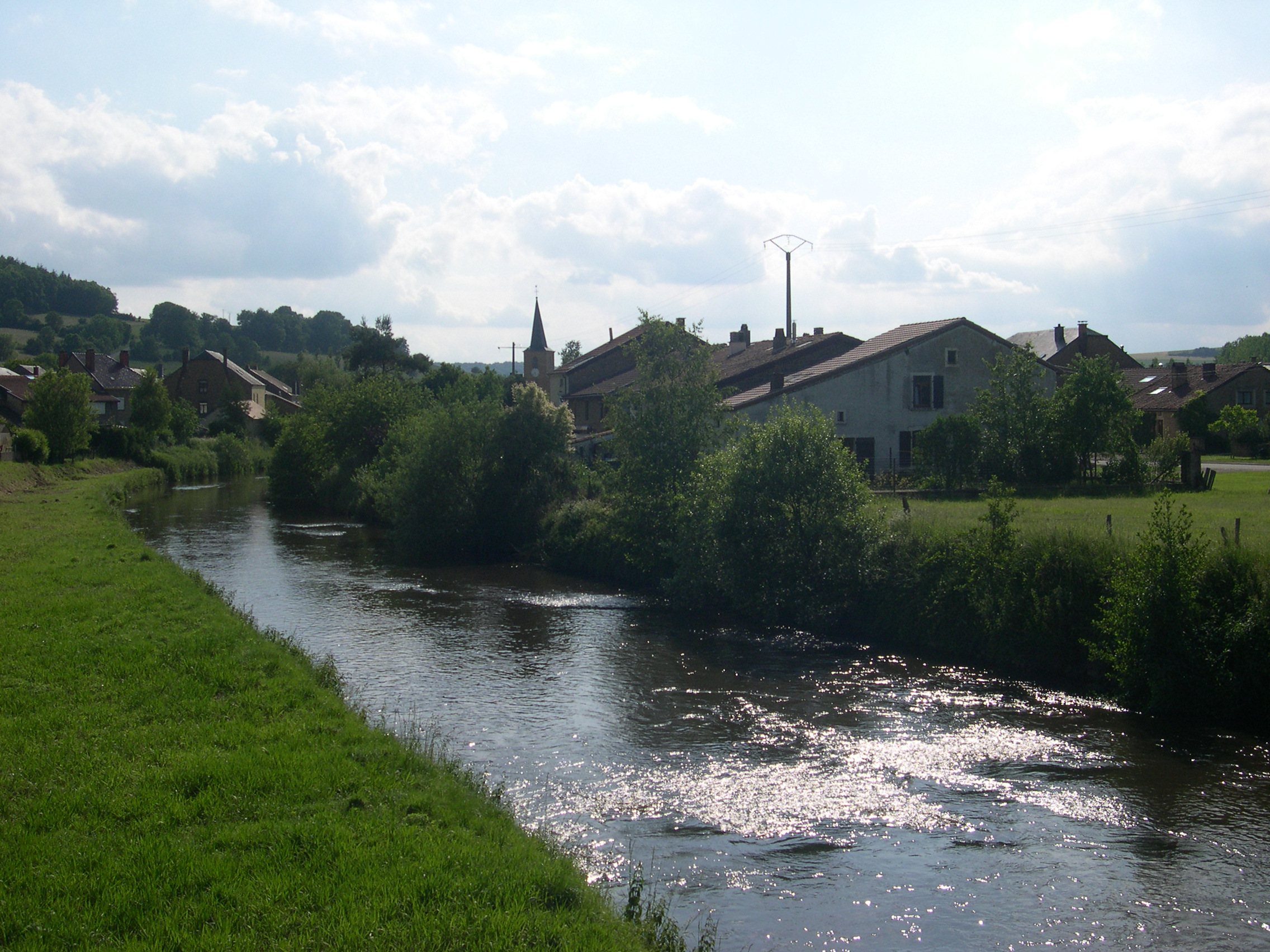
De Ton bij de Rue du Regnier.

## Geschiedenis
Op het eind van het ancien régime werden de gemeenten opgericht en Lamorteau werd ondergebracht in de gemeente Harnoncourt, waarvan het dorpscentrum anderhalve kilometer ten noordoosten van Lamorteau ligt. In 1823 werden in Luxemburg grote gemeentelijke herindelingen doorgevoerd en de buurgemeente Torgny werd opgeheven en bij Harnoncourt gevoegd. De nieuwe gemeente werd hernoemd in Lamorteau, naar het dorp dat tussen de andere kernen Harnoncourt en Torgny in lag. In 1853 werd Torgny echter alweer afgesplitst van Lamorteau en in 1906 werd ook Harnoncourt als zelfstandige gemeente afgesplitst.
Bij de gemeentelijke herindeling van 1977 werd Lamorteau een deelgemeente van Rouvroy.

## Demografische ontwikkeling
- Bronnen:NIS, Opm:1831 tot en met 1970=volkstellingen
- 1856: Afsplitsing van Torgny in 1853
- 1910: Afsplitsing van Harnoncourt in 1906

## Bezienswaardigheden
- De Église Saint-Nicolas

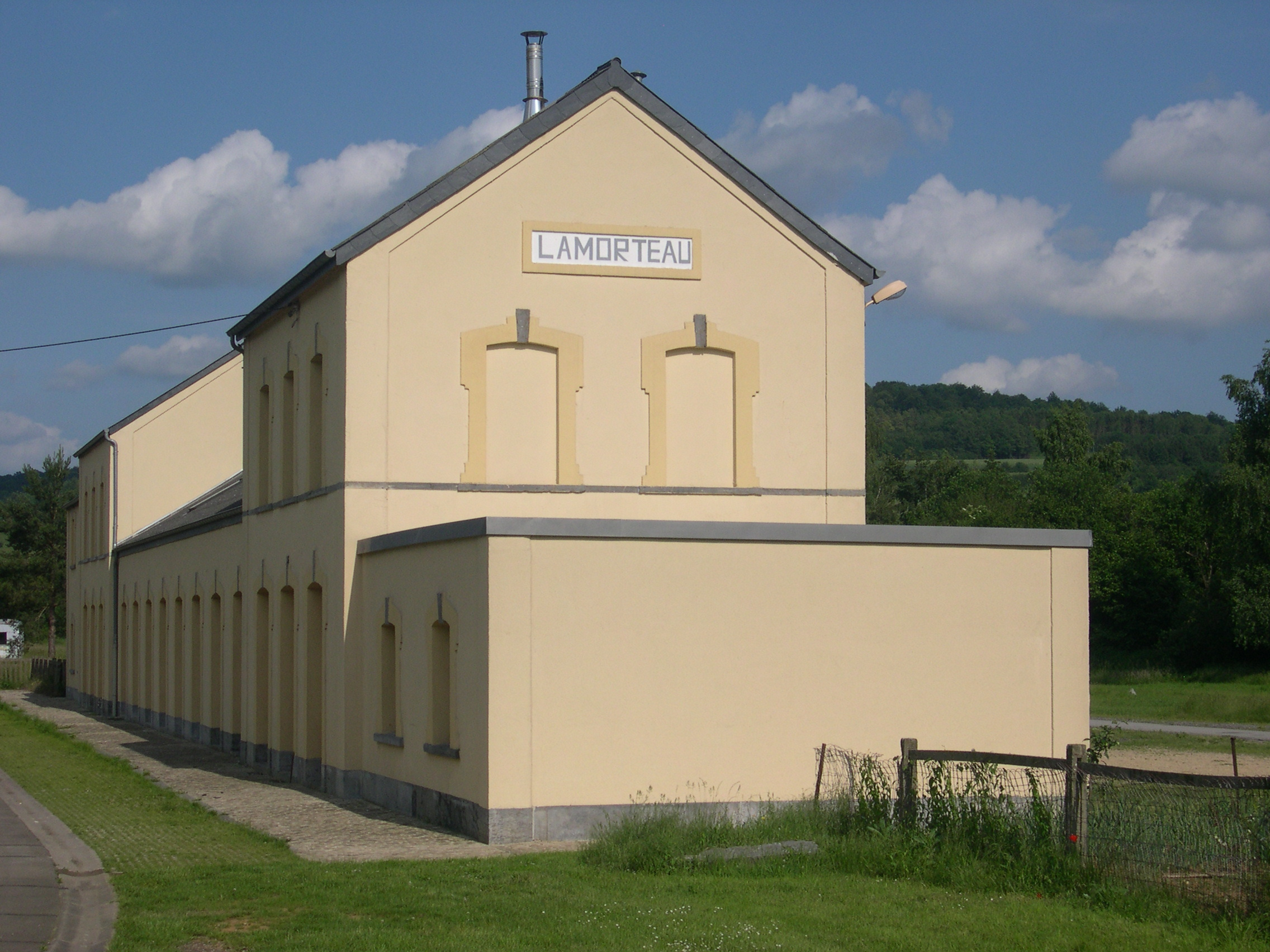
Het oude gerestaureerde stationsgebouw

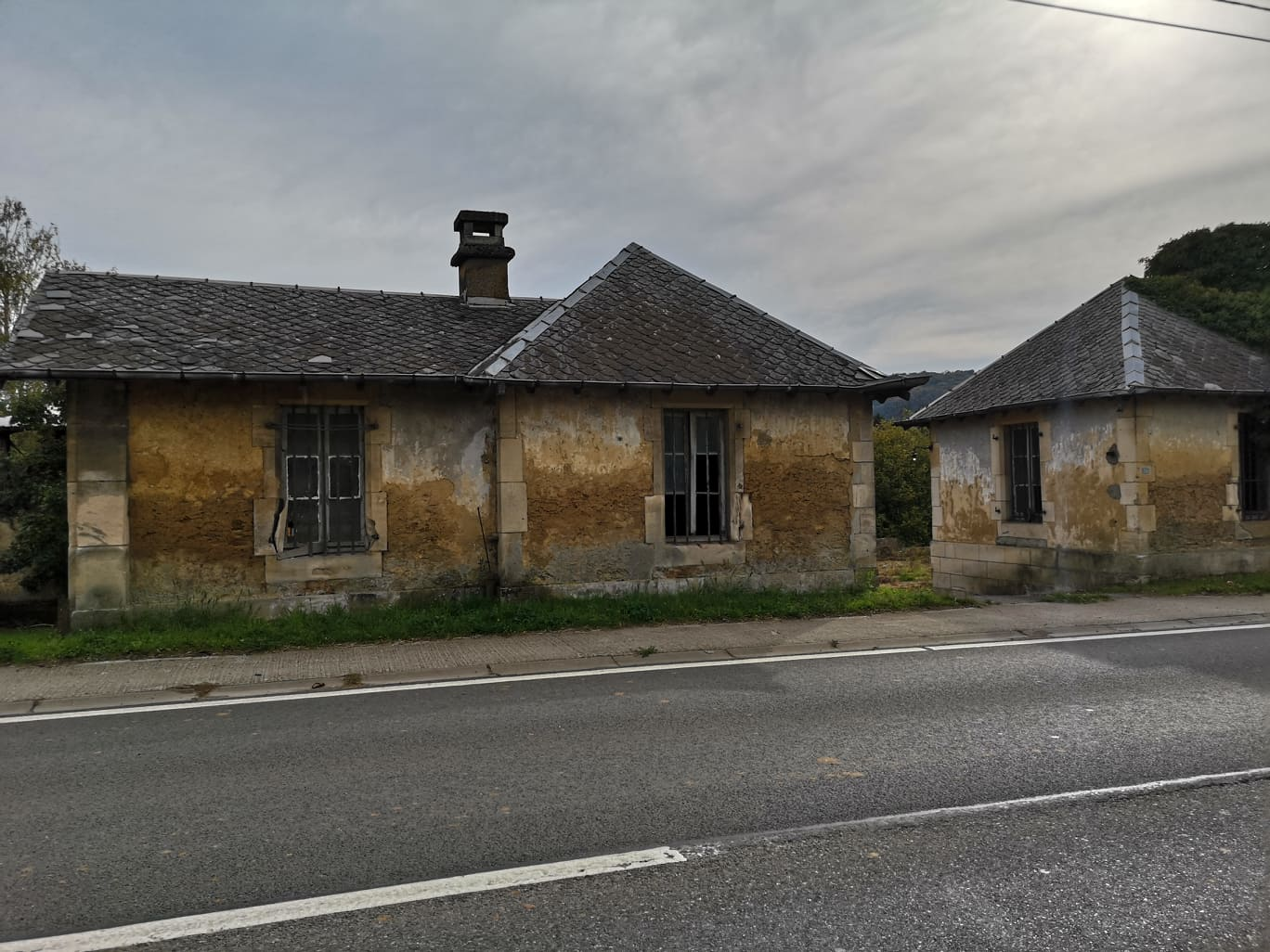
Deel van de voormalige quarantainegebouwen

- Het voormalige station : Lamorteau was tot 1985 een belangrijk spoorwegknooppunt op Lijn 155. Als grensstation op de lijn tussen Virton en het industriegebied rond Longwy was er intensief goederenverkeer waarvoor in Lamorteau de nodige grensformaliteiten dienden afgehandeld te worden. Voor de invoer van levend vee was er een speciale installatie met stallingen waar de dieren in quarantaine werden gehouden. Deze "quarantainestallen" werden na jaren van verval in 2020 grotendeels afgbroken, een ander deel werd omgebouwd tot privé woning. Het voormalige stationsgebouw werd gerenoveerd en is ondertussen in gebruik als dorpszaal.